# Комсомольский (Зерноградский район)
Комсомольский — посёлок в Зерноградском районе Ростовской области России.
Входит в состав Зерноградского городского поселения.

## География

### Улицы
| - ул. Молодёжная, - ул. Нижняя, - ул. Тургенева, - ул. Фурманова, - ул. Хлеборобов, - ул. Чернышевского, - ул. Шоссейная, | - пер. Первый, - пер. Второй, - пер. Третий, - пер. Четвёртый. |

## Население
| 2010 |
| ---- |
| 567  |